# Алтай (Кондінський район)
Алта́й (рос. Алтай) — село у складі Кондінського району Ханти-Мансійського автономного округу Тюменської області, Росія. Входить до складу Болчарівського сільського поселення.
Населення — 310 осіб (2010, 351 у 2002).
Національний склад станом на 2002 рік: росіяни — 54 %, ханти — 29 %.